# 上艾瑟尔省
上艾瑟尔省是荷兰东部的一个省，首府兹沃勒，最大城市恩斯赫德，人口1,184,333人（2023年）。该省与德国接壤。

## 历史

公元1350年上艾瑟爾省的疆域地圖

上艾瑟爾省早期名為上艾瑟爾領地，當時整個疆域包含現在的德倫特省，1336年是為吉德蘭省的一部分，在1347改隸烏得勒支親王主教轄區，也就是城為主教轄區下的一個教區，1528年成為神聖羅馬帝國查理五世的封地，也成為上艾瑟爾領地的領主，也在那時被授予今日這個名稱，在腓力二世時在位期間，越來越多低地國家的人民加入以荷蘭為首的反抗軍，上艾瑟爾省被握有實權的市長和領主把持的省份。
在1672年到1674年曾被明斯特轄區短暫占領過，之後上艾瑟爾省重回荷蘭所統治，1795年因為執政威廉五世（奧蘭治親王）的濫權致使法國扶植的巴達維亞共和國成立，新的共和國改制地方制度，上艾瑟爾省和德倫特省被劃歸為Ouden IJssel大區所轄直到1801年。
1801年法國依舊掌握巴達維亞共和國，上艾瑟爾省改隸Bouches-de-l'Yssel大區，此後一直維持到1814年拿破崙被擊敗，荷蘭王國由奧蘭治家族復辟，而上瑟爾省再次回到荷蘭統治。之後上艾瑟爾省被外國統治是在第二次世界大戰期間納粹德國統治，期間從1940年五月到1945年四月，在1942年仍屬納粹統治期間東北圩田開始乾涸，1962年到1986部分區域劃分出去成立新的省份－弗萊福蘭省。

## 地理

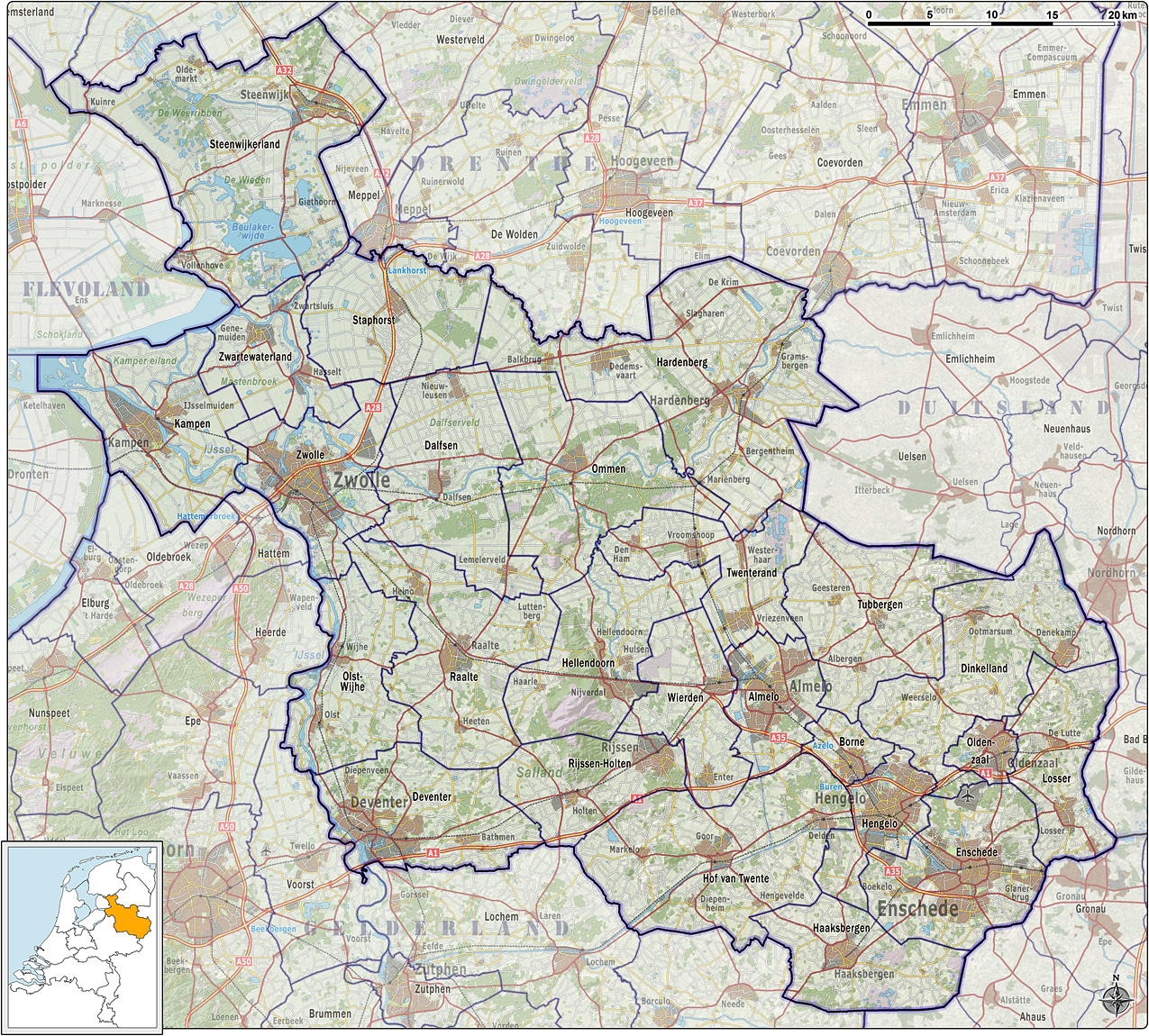
2012年版本的上艾瑟爾省地圖

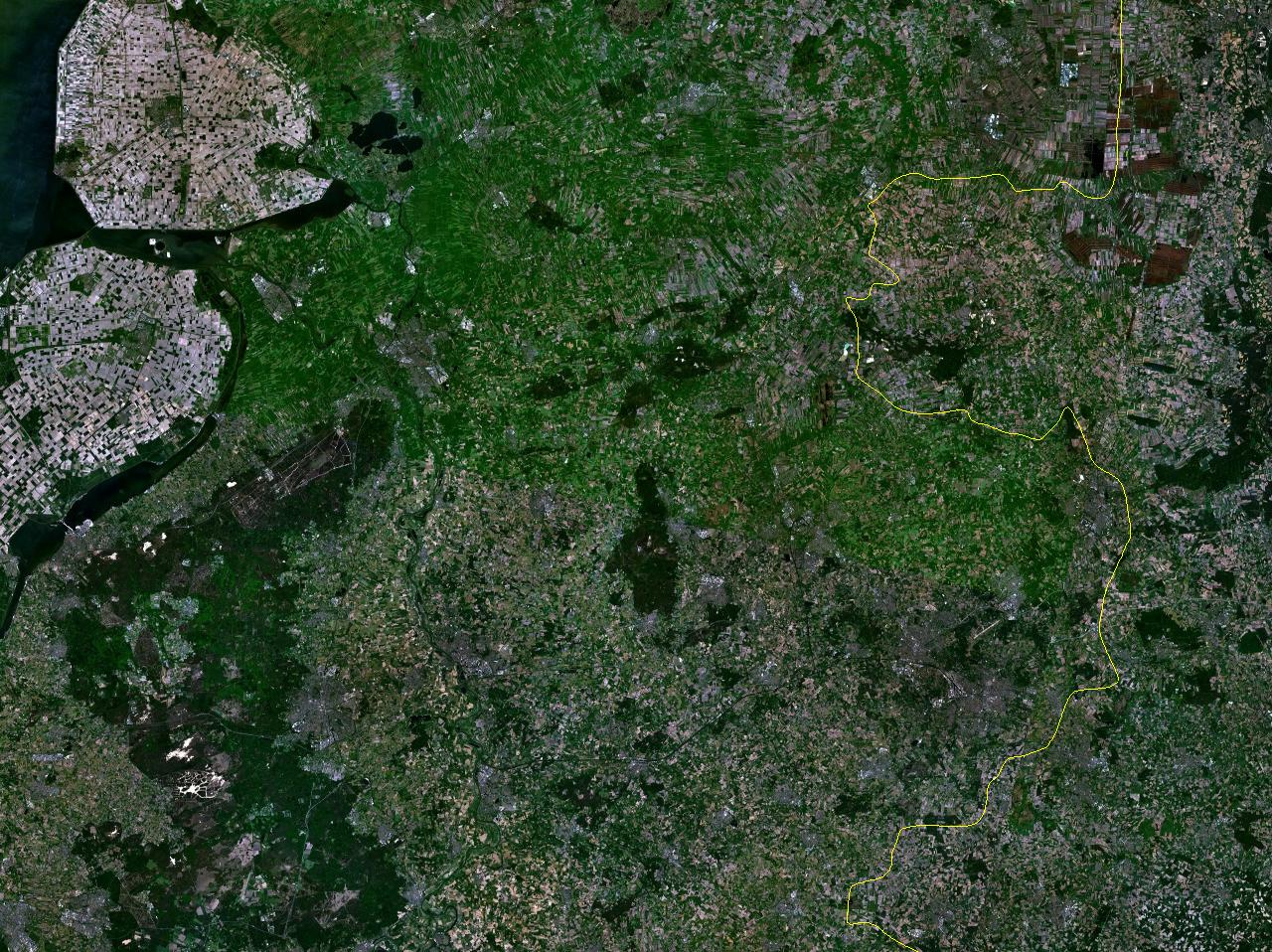
上艾瑟爾省的衛星空照圖

上艾瑟爾省位於荷蘭邊境與德國之東接壤，海尔德兰省位於其南方，弗莱福兰省的費呂沃位於其西方，德倫特省則位其之北，上艾瑟省包含了三個區域：分別是西北的卡馮上艾瑟地區、中央的撒蘭地區以及東部的特文特，上艾瑟省的省府位居茲沃勒，主要的城市有阿爾默洛、代芬特爾、恩斯赫德以及亨厄洛。
在該省東南部的地表是為沙地，其中穿梭著河流：雷吉河以及丁克爾河，在西北部的主要沉積由湖泊系統構成泥土層，而泥土層通常被用作為泥炭，在北部曾經佈滿了泥沼(荷蘭語：veen)，由德倫特省一路延伸而來且作為耕地之用，並有相當的部分是作為肥料，然而現在僅剩一點分佈：分別是鄰近堤堡的Engbertsdijksvenen、鄰近漢斯伯格的Witteveen以及靠近恩斯赫德的Aamsveen，位於其中的城市Weerribben便以盛產溼土出名。
上艾瑟省的最高點位於Tankenberg的魯瑟市鎮的山丘，海拔約高89公尺，最低點位於鄰近坎彭围垦之後的Mastenbroek，海拔約低於海平面2公尺。

## 政府

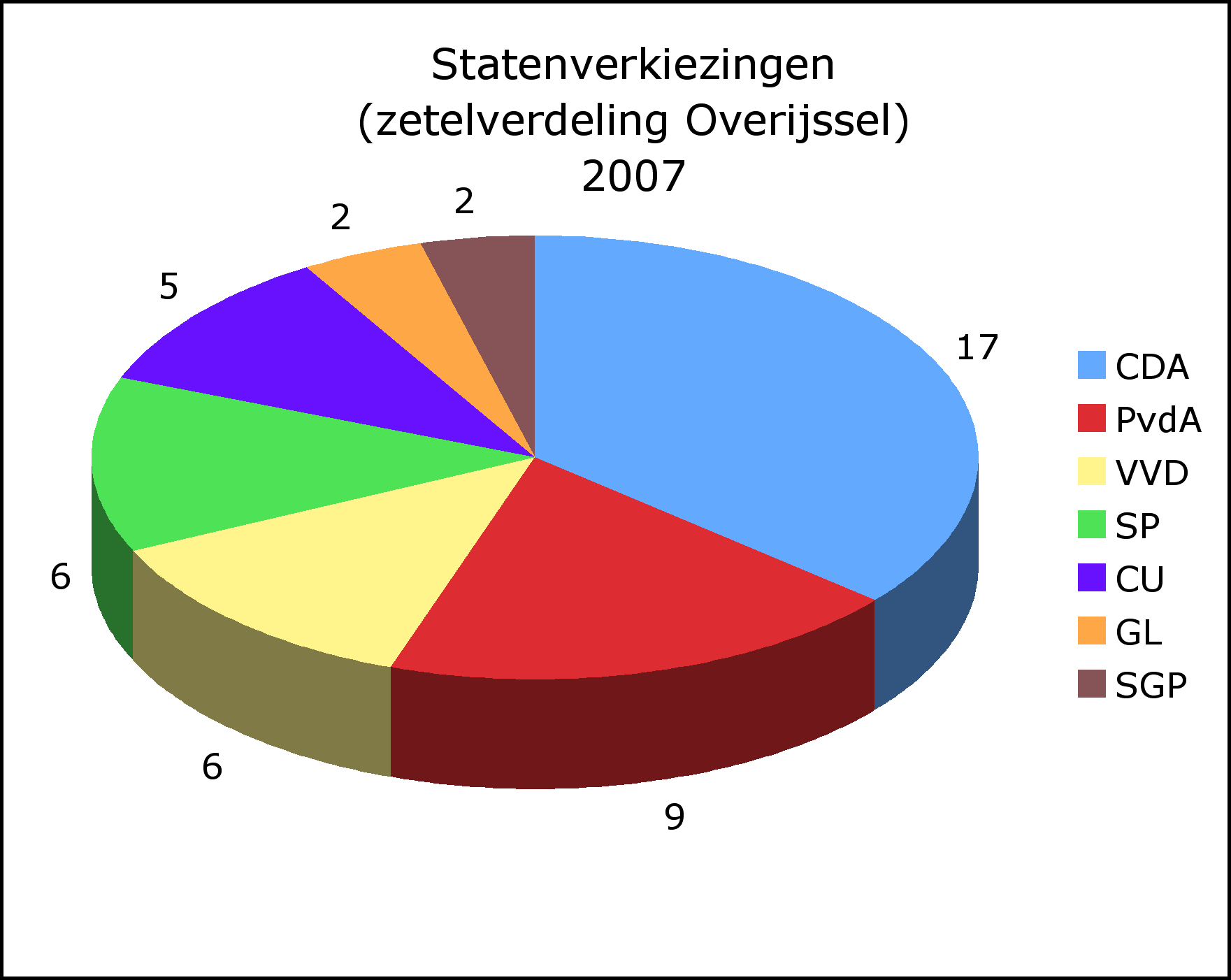
2007年上艾瑟爾省議會大選結果

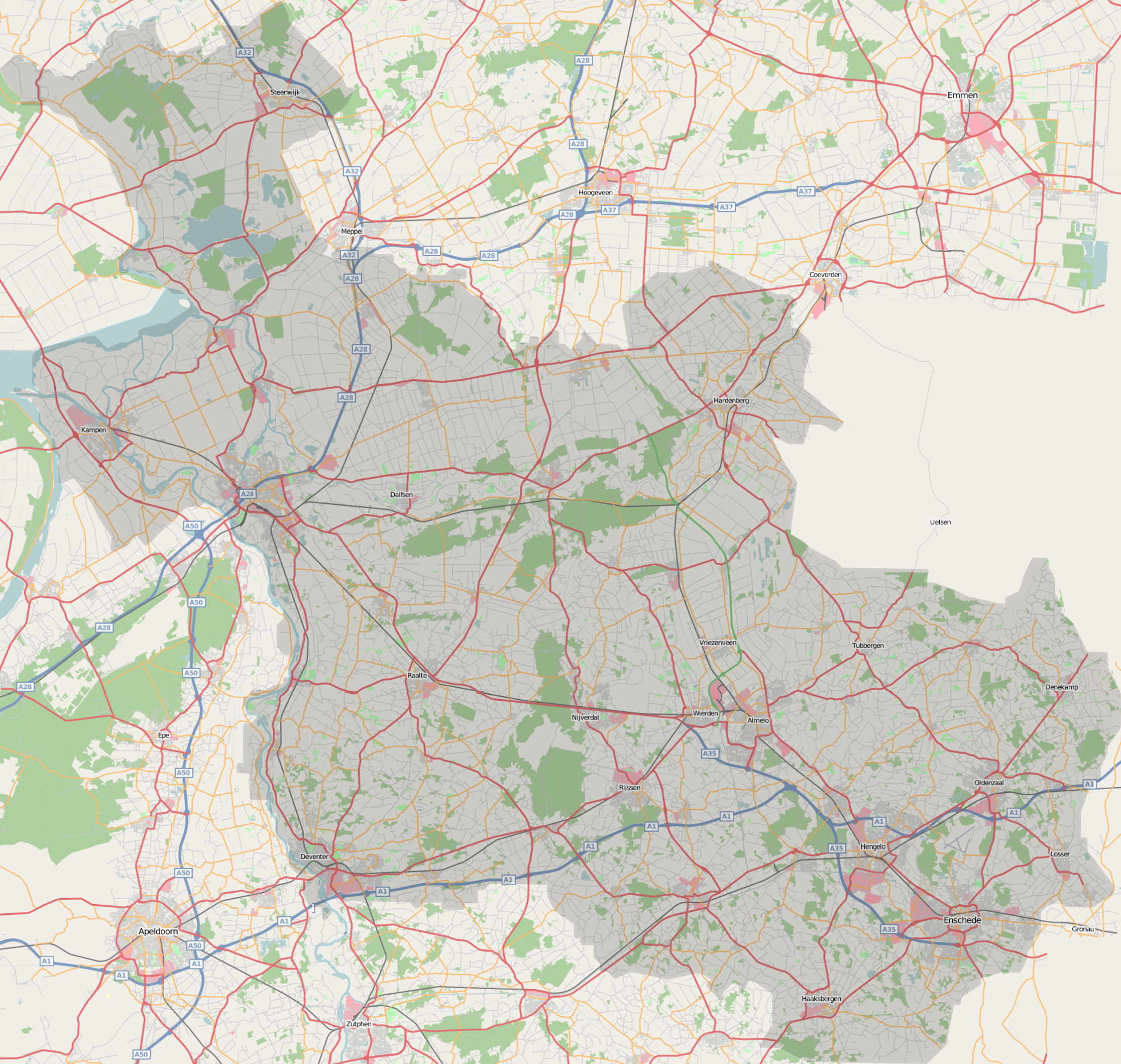
上艾瑟省地圖

上艾瑟爾國王專員是安克·拜勒费尔德（荷蘭語：Ank Bijleveld），身為國王專員他她也兼任省行政部門的主席，以及上艾瑟爾省議會的議長。
| 2015年选举结果                                | 2015年选举结果  | 2015年选举结果 |
| 政黨                                          | 投票率(單位：%) | 席次           |
| --------------------------------------------- | --------------- | -------------- |
| 基督教民主呼籲                                | 22.44           | 11             |
| 自由民主人民黨                                | 12.43           | 6              |
| 社會黨                                        | 10.70           | 5              |
| 工黨                                          | 10.59           | 5              |
| 民主66                                        | 10.47           | 5              |
| 自由黨                                        | 9.43            | 5              |
| 基督教聯盟                                    | 8.37            | 4              |
| 政治改革党 (Staatkundig Gereformeerde Partij) | 4.31            | 2              |
| 綠色左派                                      | 4.30            | 2              |
| 50加 (50PLUS)                                 | 2.91            | 1              |
| 爱护动物党                                    | 2.24            | 1              |
| 其他党派                                      | 0.66            | 0              |
| 总计                                          |                 | 47             |

## 市镇
| 1. 阿尔默洛 Almelo 2. 博尔讷 Borne 3. 达尔夫森 Dalfsen 4. 丁克兰 Dinkelland 5. 代芬特尔 Deventer 6. 恩斯赫德 Enschede 7. 哈克斯贝亨 Haaksbergen 8. 哈登贝赫 Hardenberg 9. 海伦多伦 Hellendoorn |  | 1. 亨厄洛 Hengelo 2. 霍夫范特文特 Hof van Twente 3. 坎彭 Kampen 4. 洛瑟尔 Losser 5. 奥尔登扎尔 Oldenzaal 6. 奥尔斯特-韦厄 Olst-Wijhe 7. 奥门 Ommen 8. 拉尔特 Raalte |  | 1. 赖森-霍尔滕 Rijssen-Holten 2. 斯塔普霍斯特 Staphorst 3. 斯滕韦克兰 Steenwijkerland 4. 蒂贝亨 Tubbergen 5. 特文特兰 Twenterand 6. 维尔登 Wierden 7. 兹瓦特瓦特兰 Zwartewaterland 8. 兹沃勒 Zwolle |